# Слудка (Свердловская область)
Слудка — деревня в Пригородном районе Свердловской области России. Входит в муниципальный округ Горноуральский, управляется Петрокаменской территориальной администрацией.
Ранее деревня входила в состав Петрокаменского сельсовета Пригородного района.

## Географическое положение
Деревня Слудка расположена в 53 километрах к востоко-юго-востоку от города Нижнего Тагила, в лесистой местности, на левом берегу реки Нейвы, при впадении в неё речки Найтанки. Из деревни на юго-запад ведёт 13-километровая дорога до села Петрокаменского, соединяющая Слудку с автодорогой Николо-Павловское — Алапаевск.

## История
Название деревни происходит от старого русского слова «слуда» — высокий берег.
9 декабря 1977 года решением Свердловского облисполкома № 78 принято считать правильным наименование деревни Слудка вместо Слудка (Зяблова). 

## Население
| 2002 | 2010 | 2021 |
| ---- | ---- | ---- |
| 30   | ↘25  | ↘3   |